# 가토촌 (후쿠이현 오이군)
가토촌(加斗村)은 후쿠이현 오이군에 설치되었던 촌이다. 현재의 오바마시 서북부, 오이정에 해당한다.